# 深圳市农产品
深圳市农产品股份有限公司 （深交所：000061）是中国深圳证券交易所的一家上市公司，成立于1989年1月14日，业务范围包括：开发、建设、经营、管理农产品批发市场；经营管理市场租售业务；国内商业、物资供销业；经营农产品、水产品的批发、连锁经营和进出口业务；为农产品批发市场提供配套的招待所、小卖部、食店、运输、装卸、仓储、包装；从事信息咨询、物业管理、酒店管理；自有物业租赁；市场投资、投资兴办实业。公司总股本为76850.785万股（2011年）。
公司总部位于深圳市福田区深南大道7028号时代科技大厦13楼，法人代表为陈少群。